# Human Shuiku
Human Shuiku (kinesiska: 湖漫水库) är en reservoar i Kina. Den ligger i provinsen Zhejiang, i den östra delen av landet, omkring 240 kilometer sydost om provinshuvudstaden Hangzhou. Human Shuiku ligger 19 meter över havet. Arean är 2,0 kvadratkilometer. I omgivningarna runt Human Shuiku växer i huvudsak blandskog. Den sträcker sig 3,3 kilometer i nord-sydlig riktning, och 3,2 kilometer i öst-västlig riktning.
Genomsnittlig årsnederbörd är 2 023 millimeter. Den regnigaste månaden är juni, med i genomsnitt 334 mm nederbörd, och den torraste är januari, med 74 mm nederbörd.